# Körös menti sík
A Körös menti sík (román Câmpia Crișurilor) a Berettyó–Körös-vidék legdélibb kistája Románia északnyugati és Magyarország délkeleti határvidékén, Magyarországon belül Békés vármegye északi részén és kis részben Jász-Nagykun-Szolnok vármegye délkeleti peremén. A magyarországi területét tekintve 1240 km²-es vidék a Körösök ágait kísérő tökéletes síkság, legfontosabb települései Békés és Gyula. Északról a Dévaványai-sík, északkeletről a Kis-Sárrét és már romániai területen a Szalontai-sík, keleten az Erdélyi-középhegység kistájai, délkeleten az Aradi-hát, délnyugaton a Békési-sík, nyugaton pedig a Szolnok–Túri-sík határolja. Keleti, romániai területének résztájegységei a Csermői-magassík (Câmpia Cermeiului) és a Zarándi-sík (Câmpia Zărandului).

## Földtan
A Körös menti síknak a Békés–Codrui-övhöz tartozó medencealjzatát jura és kréta kori mélytengeri mészkő és pala alkotja. Erre a helyenként 6 km-es mélységben lévő aljzatra a pannon kor kései szakaszában további 2 km-nyi üledék települt, majd a holocénban ismét jelentős üledékfelhalmozódásra került sor. A felszín közelében a kistáj délkeleti részén homok, a Körösöktől északra finomabb ártéri iszap és agyag frakciók találhatók. Sarkad északi előterében kisebb foltokban tőzeges-kotus üledék, délen lösziszap és lösz borítja a vidéket, a Körösök folyását pedig keleten öntéshomok, az alsóbb szakaszokon öntésiszap kíséri.

## Domborzat és vízrajz
A Körös menti tökéletes síkság déli irányban enyhén emelkedik, de mindössze 1,5 m/km²-es relatív relieffel. A délkeleti pontján 92,6 méteres tengerszint feletti magasság északnyugaton, a Hármas-Körös és a Hortobágy–Berettyó összefolyásánál mindössze 80,8 méterig süllyed. A Körösök vonalától északra alacsony ártéri síkság, amelyet északnyugat–délkeleti irányú, lösziszapos folyóhátak tagolnak, illetve meder- és morotvacsonkok, mocsár- és lápmadardványok tarkítanak. A magasabb fekvésű déli területeken néhány ártéri öblözetet nem tekintve érmentes síkság.
Vízrajzi szempontból a Körösök határozzák meg az egyébként gyér lefolyású, vízhiányos kistáj természetföldrajzi képét. Keleti részén, Sarkad és Gyula között egyesül a Fehér- (hazai szakasza 28 km, 298 m²) és a Fekete-Körös (hazai szakasza 21 km, 151 km²). A kistájba északon lép be a Sebes-Körös, egyesül a Berettyóval, és mintegy 15 km folyás után a Kettős-Körösbe torkollik,  így kialakítva a Hármas-Köröst, amely 30 km után, Mezőtúrtól délre hagyja el a Körös menti sík földrajzi kistáj területét. A Körösök jelentősebb jobb oldali mellékvizei ezen a szakaszon a Folyóséri-főcsatorna (19 km, 130 km²), a Peresi-Holt-Körös (28 km, 198 km²), az Élővíz-csatorna (37 km, 542 km²), valamint a Gyepes-főcsatorna (15 km, 74 km²) vizét is felvevő Hosszúfoki-főcsatorna (9 km, 570 km²). A kistáj területén éri el a Berettyót a Szeghalmi-főcsatorna (12 km, 267 km²). Jellemzően a kora nyári esőzések hozzák el a nagyvízhozamokat, illetve áradásokat. Az említett folyók főbb vízállási adatait az alábbi táblázat szemlélteti.
| Vízfolyás             | Vízmérce    | Legkisebb vízállás (cm) | Legnagyobb vízállás (cm) | Kisvízhozam (m³/s) | Középvízhozam (m³/s) | Nagyvízhozam (m³/s) |
| --------------------- | ----------- | ----------------------- | ------------------------ | ------------------ | -------------------- | ------------------- |
| Fehér-Körös           | Gyula       | −210                    | 786                      | 0,00               | 26,0                 | 626                 |
| Fekete-Körös          | Sarkad      | −99                     | 952                      | 0,43               | 31,0                 | 276                 |
| Kettős-Körös          | Köröstarcsa | −96                     | 909                      | 3,56               | 60,2                 | 890                 |
| Sebes-Körös           | Körösladány | −68                     | 815                      | 0,27               | 35,0                 | 362                 |
| Hármas-Körös          | Gyomaendrőd | −116                    | 918                      | 7,40               | 100,0                | 1 500               |
| Hosszúfoki-főcsatorna | Tarhos      | 25                      | 331                      | 0,02               | 3,0                  | 30                  |

Két, jelentéktelen méretű természetes állóvize mellett tizenhat mesterséges tó van a kistájon, amelyek együttes felszíne eléri a 920 hektárt. Ezek legnagyobbika a Békési-duzzasztótó 308 hektáros területével. A Hármas-Körös jobb partján mintegy tizenhárom holtágmederben található meandertó, összesen kb. 225 hektáros területen. A 2-4 méter mélyen található talajvíz mennyisége alacsony, az átlagosan 200 méter alatti rétegvizek hozama szintén mérsékelt (kevesebb, mint 100 l/min). Az artézi kutak némelyikén termálvíz érkezik a felszínre (Gyula, 71 °C; Köröstarcsa, 70 °C; Tarhos, 65 °C, Békés, 51 °C).

## Éghajlat
Mérsékelten meleg kistáj, az átlagos évi hőmérséklet 10,2-10,4 °C között alakul, a vegetációs időszakban az átlaghőmérséklet eléri a 17,3-17,5 °C-ot is. A nyári hőmérséklet-maximum sokévi átlaga 34 °C körül, míg a téli hőmérséklet-minimum –17 és –18 °C között mozog. Az évenkénti napsütéses órák száma 2000-2020 közötti, amelyből a nyári évnegyedre átlagosan 810, a télre 180 órányi napsütés esik. A csapadékmennyiség éves átlaga 550–570 mm között alakul, északnyugati irányban az 510-550 közötti tartományba csökken. Ezekkel az adatokkal összességében száraz éghajlatú kistájaink közé tartozik. A hótakarós napok száma északnyugaton évi 31-33, délkeleten 34-36. Az uralkodó szélirány az északi és a déli.

## Talaj és növényzet
A kistáj területének 41%-át agyag mechanikai összetételű, savas, az átlagosnál jobb földminőségű réti talajok borítják, ennél jóval kisebb mezőgazdasági potenciállal rendelkező, különböző típusú szikes talajok fedik viszont a Körös menti sík 49%-át: szolonyeces réti talaj (32%), sztyepesedő réti szolonyec (14%) és réti szolonyec (3%).
Növényföldrajzi szempontból a kistáj nem mutat egységes képet. A Hármas- és Sebes-Körös vonalától északra eső területek flórája a Békési- és a Dévaványai-sikéval rokonítható erdőssztyepp, az ártéri területeken ecsetpázsitos kaszálórétekkel és puhafás ligeterdőkkel. Jelentős állományalkotó fajok a réti iszalag és a nyári tőzike. A kistáj déli részén délkeleti irányban haladva egyre jellemzőbbek a szikes növénytárulások, az ürmös szikespuszták (karcsú kerep, sziki here, erdélyi útifű), a vakszikesek (hamvas seprőparéj, bárányparéj), a sziki ecsetpázsitosok (erdei gyöngyköles, magas gyöngyperje), a sziki magaskórósok (réti őszirózsa, korcs nőszirom, sziki kocsord, sziki lórom) és a löszmezsgyék (taréjos búzafű, nyúlánk sárma). Fajokban gazdag a csatornák és csatornapartok (tündérfátyol, vízi rucaöröm, mocsári aggófű, sulyom, közönséges rence), valamint a töltések növényzete (heverő seprűfű, sáfrányos imola).
Gyula északkeleti szomszédságában, nagy kiterjedésű tölgy-kőris-szil ligeterdőkben az Erdélyi-középhegységre jellemző hegyi lomboseredei fajok alkotnak növénytársulást: medvehagyma, bogláros szellőrózsa, berki szellőrózsa, odvas keltike, ujjas keltike, kereklevelű kapotnyak, ligeti csillagvirág, bársonyos görvélyfű, podagrafű, pirítógyökér.
A korábban honos fajok közül mára eltűnt a Tisza-parti margitvirág, a kornistárnics és a havasi szittyó.
| Területhasznosítás | Terület     | Területarány |
| ------------------ | ----------- | ------------ |
| Lakott terület     | 05 697,5 ha | 04,6%        |
| Szántó             | 92 749,0 ha | 74,8%        |
| Kert               | 02 152,2 ha | 01,7%        |
| Szőlő              | 0 19,7 ha   | 00,0%        |
| Rét, legelő        | 08 986,0 ha | 07,2%        |
| Erdő               | 11 314,3 ha | 09,1%        |
| Vízfelszín         | 03 092,9 ha | 02,5%        |

## Népesség
A Körös menti sík népességszámának maximumát 1941-ben érte el, azóta tartó népességfogyásának üteme azonban lassú. Lakossága 2001-ben 81 838 fő, népsűrűsége alföldi viszonylatban mérsékelten magas (66,0 fő/km², 2001). Településhálózata egyenlőtlen: északnyugati részén egyetlen település sincs, a Sebes-Körös vonalától délkeletre található kilenc településből azonban négy városi jogállású: Békés, Gyula, Körösladány és Sarkad. Regionális szerepköre csupán az évszázados mezővárosi múlttal és fejlett infrastruktúrával rendelkező Békésnek és Gyulának van. A Körös menti sík további települései: Bélmegyer, Doboz, Köröstarcsa, Kötegyán és Tarhos. Jelentős a külterületi lakosság aránya (3,6%, 2001), amely a tanyavilág, a volt uradalmi majorok és az üdülőtelepek állandó népességéből tevődik össze.
A 2001. évi népszámlálási adatok alapján a lakosság harmadát kitevő felekezeten kívüliek mellett a népesség 33,7%-a református, 17,4%-a római katolikus, 1,6%-a evangélikus. A magyar nemzetiségűek számaránya kb. 95%-os, mellettük számottevő cigány (2,1%) és román (1%) él a vidéken. A magyarországi románok kulturális-szellemi központja a határ menti Gyula.

## Természeti és kulturális értékek
A Körös–Maros Nemzeti Park gondozásában lévő természetvédelmi területek a bélmegyeri Fás-puszta, a Fekete-Körös dénesmajori árterében a Csigás-erdő, emellett növénytani szempontból jelentős a bélmegyeri Wenckheim-vadászkastély parkja, valamint a gyulai várpark. A gyógyhatású gyulai és békési termálvíz gyógyfürdőket táplál, további kedvelt üdülőterület a Fehér- és a Fekete-Körös összefolyásánál fekvő Szanazug, Köröstarcsánál pedig a szabadstrand és a horgásztó környéke.
Épített emlékei közül kiemelkedőek Gyula műemléki épületegyüttesei: a vár, a Harruckern–Wenckheim–Almásy-kastély, a Vármegyeháza, a Máriás-ház, a Százéves cukrászda és a katolikus iskola épülete, a román ortodox templom és a zsinagóga, a ferences romkert. A Wenckheimekhez több más műemlék is kötődik a régióban: Wenckheim-kastélyok állnak Békésben, Bélmegyeren és Dobozon, Wenckheim–Merán-kastély és a Wenckheim-kripta Körösladányban. Békés városának kiemelt védett műemlékei a városháza, a református, a római katolikus és a görög ortodox templom. Mindezek mellett a Körös menti sík településeinek további jelentős építészeti emlékei a bélmegyeri Kárász-kastély, a sarkadi Almásy-kastély, a bélmegyeri és dobozi református templomok, a dobozi és sarkadi zsidó temetők, ipartörténeti vonatkozásban pedig a gyulai Húsipari Üzemtörténeti Gyűjtemény, a Gyula, Békés és Körösladány mellett a Körösre épített duzzasztóművek. A népi építészeti emlékek közül említésre érdemesek Békés védett népi lakóházai és kékfestőműhelye, valamint a gyulai tanyamúzeum.
Kulturális intézményei között említendő a gyulai Vármúzeum és Várszínház, a Corvin János Múzeum, az Erkel Ferenc Emlékház, a Szűz Mária Kegy- és Emléktárgyak Gyűjteménye, a Német Nemzetiségi Gyűjtemény, Békésen a Jantyik Mátyás Múzeum, Sarkadon pedig a Márki Sándor Múzeum.